# Scott McTominay
Scott Francis McTominay (* 8. Dezember 1996 in Lancaster, England) ist ein schottischer Fußballspieler. Der Mittelfeldspieler steht bei der SSC Neapel unter Vertrag und ist seit dem Jahr 2018 A-Nationalspieler.

## Karriere

### Vereine
Als Sohn eines Vaters aus dem schottischen Helensburgh geboren und aufgewachsen in England, besuchte Scott McTominay das Entwicklungszentrum in Preston und wechselte im Alter von fünf Jahren in die Manchester United Academy. In der Jugend begann McTominay als Stürmer und wurde unter Warren Joyce zu einem Mittelfeldspieler. Seinen ersten Profivertrag unterschrieb er im Juli 2013.
Am 30. April 2017 war McTominay zum ersten Mal auf der Auswechselbank bei einem Premier-League-Spiel gegen Swansea City. Sein Debüt gab er am 7. Mai 2017 als Einwechselspieler gegen den FC Arsenal, bevor er zum letzten Ligaspiel der Saison am 21. Mai gegen Crystal Palace von Beginn an spielen durfte. In den folgenden Jahren kam McTominay eher unregelmäßig zum Einsatz, mehr Einsätze folgten in der Saison 2019/20, als er im Punktspielalltag in 27 Partien gespielt hatte und vier Tore erzielte, zwischenzeitlich war er wegen einer Knieverletzung außer Gefecht. In dieser Saison erreichte Scott McTominay mit Manchester United das Halbfinale in der UEFA Europa League, in der die Red Devils gegen den späteren Titelträger FC Sevilla ausschieden. In der Saison 2020/21, war er gesetzt und unterlag mit der Mannschaft im Finale der UEFA Europa League 2020/21 mit 11:10 im Elfmeterschießen gegen den FC Villarreal.
Im August 2024 wechselte er zur SSC Neapel in die italienische Serie A und wurde dort 2025 italienischer Meister.

### Nationalmannschaft
Im März 2018 wurde McTominay in den Kader der A-Nationalmannschaft berufen. Der neue Nationaltrainer Alex McLeish nominierte ihn für die Länderspiele gegen Costa Rica und Ungarn. Im Spiel gegen Costa Rica am 23. März 2018 debütierte McTominay in der Nationalmannschaft. Im Turnier um die Europameisterschaft 2021 gehörte er dem Kader an, kam jedoch mit diesem nicht über die Gruppenphase hinaus.

## Titel und Auszeichnungen
England
- Pokalsieger: 2024 (Manchester United)
- Ligapokalsieger: 2023 (Manchester United)

Italien
- Meister: 2025 (SSC Neapel)

Individuell
- Spieler der Saison der Serie A: 2024/25
- Spieler des Monats der Serie A: April 2025